# Adelocosa anops
Adelocosa anops (лат.) — вид аранеоморфных пауков из семейства пауков-волков, единственный в роде Adelocosa. Эндемик острова Кауаи (Гавайский архипелаг), где обнаружен в небольшом числе пещер в застывшем потоке лавы. В настоящее время известно лишь шесть популяций этих пауков.

## Внешний вид и образ жизни
Длина тела взрослых особей достигает 2 см. Окраска тела — красновато-бурая. В отличие от близкородственных видов, обитающих на поверхности, эти пещерные пауки полностью лишены глаз, а также обладают меньшей плодовитостью: всего 15-30 яиц на кладку. Яйцевой кокон самки носят на челюстях до вылупления молоди.
Основным источником пищи для Adelocosa anops служит другой эндемик этих пещер — бокоплав Spelaeorchestia koloana. Для обнаружения жертвы эти пауки используют активный поиск с участием химического и тактильного чувства.